# Mette Kierkgaard
Mette Kierkgaard (født 5. marts 1972) er en dansk politiker.
Ved Folketingsvalget 2022 blev hun valgt ind i Folketinget for Moderaterne i Sydjyllands Storkreds med 2.935 personlige stemmer.
Hun blev udnævnt til ældreminister den 15. december 2022.
Kierkgaard blev student fra Ribe Katedralskole i 1991 og cand.scient.soc. fra Aalborg Universitet i 1999. Hun har en ph.d. i politisk sociologi fra Aalborg Universitet og en master i offentlig ledelse fra Syddansk Universitet og Aarhus Universitet.